# 香港佛教

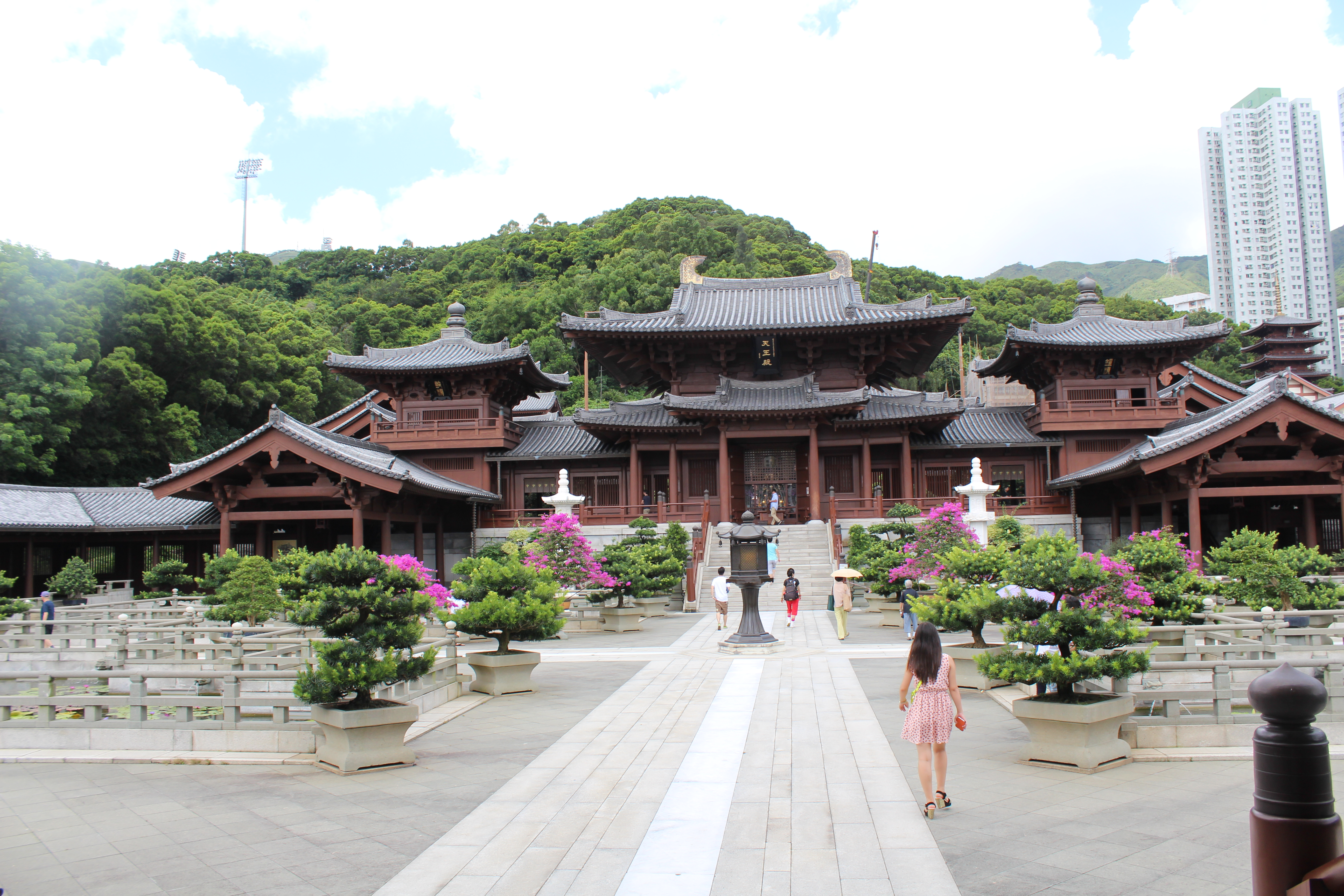
仿唐代風格建築特色的志蓮淨苑

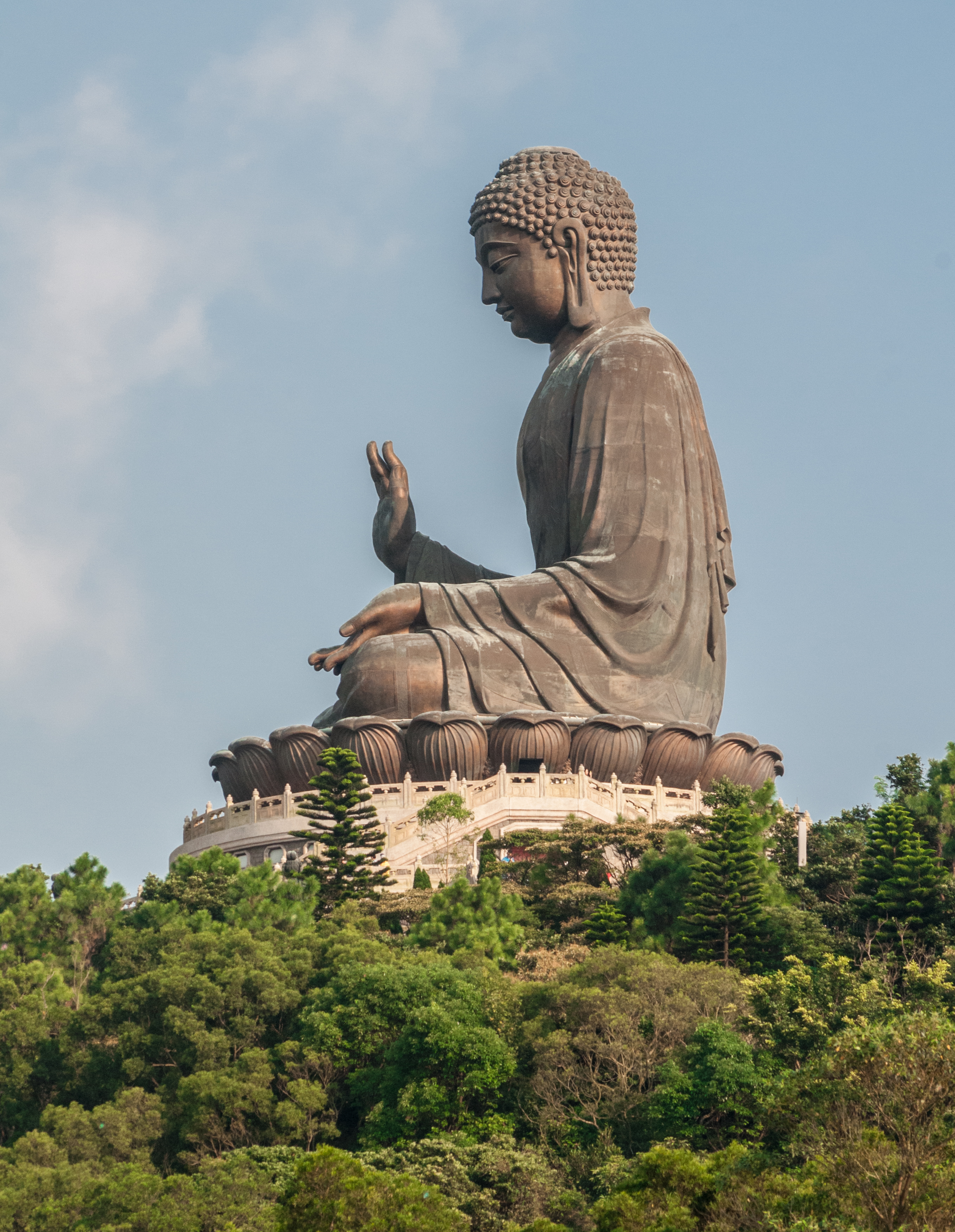
大嶼山天坛大佛

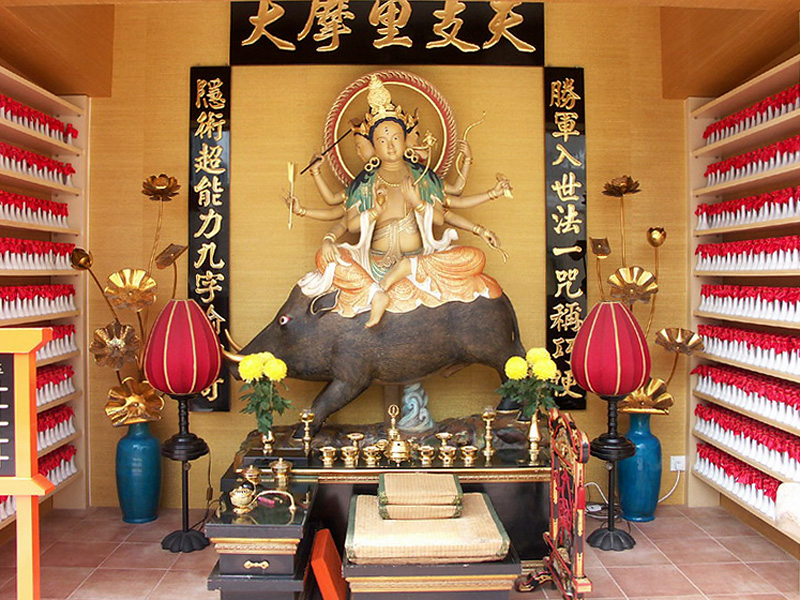
摩利支天，在香港的一個密宗寺庙。

佛教是香港的主要宗教之一，大大影响了香港民众的传统文化 。香港佛教廟宇眾多，知名的有大嶼山寶蓮禪寺、東涌羅漢寺、九龍鑽石山志蓮淨苑、港島東蓮覺苑、元朗八鄉凌雲寺、粉嶺香港觀宗寺、沙田萬佛寺、古巖淨苑、荃灣西方寺、東普陀講寺、弘法精舍、芙蓉山竹林禪院、屯門青山禪院、尸羅精舍、大埔洞梓慈山寺、半春園等等。
靈渡寺、青山禪院及凌雲寺合稱香港「三大古剎」。
寶蓮禪寺筏可長老、青山寺顯奇法師、凌雲寺妙參法師）確立三年一度輪流傳戒的「三山開戒」模式。這其中最着名的佛寺當屬位於大屿山岛的寶蓮禪寺，有一座宏偉露天青铜塑像天坛大佛以及鄰近的心經簡林，吸引了眾多訪客在周末和假日到来观赏。
除此之外，2015年落成啟用的慈山寺，立有一座76公尺高（相當於約25層樓）的戶外青銅、合金觀音像（為全球第二高觀音像），僅次於108米高的海南省南山海上觀音聖像。慈山觀音坐北向南，與位於大嶼山的天壇大佛遙遙相對。慈山寺歡迎各界參訪，但需事先在慈山寺的網頁預約，以便參訪上的人數控管和服務安排。
香港的佛教組織和寺廟長期以來一直在社會福利和教育領域服務。香港規模最大的佛教團體是香港佛教聯合會，該協會成立於1945年，除了以弘揚佛教信仰和文化為宗旨外，在香港經營十幾所中小學、老人院和青少年中心。此外，香港佛教的學術研究和研究在過去數十年蓬勃發展，香港大學設有佛教研究中心、 香港中文大學也有人文佛教研究中心。
佛教超度先人的方式主要為誦經、念佛，祈求亡者往生淨土，喪葬方面佛教亦沒有沒特定形式，只需供奉花果、素食即可，其他方式如燒衣、紙紮等均為傳統習俗而並非佛教信仰。
香港特區政府在前行政長官董建華的領導下，正式承認佛教對香港的影響。1997年，特區政府將佛誕定為公眾假期，取代了英女皇壽辰假期。董建華自己也是佛教徒，參與了香港和中國宣傳佛教的相關活動。

## 香港佛教佛菩薩神祇列表
- 三寶佛
  - 釋迦牟尼佛
  - 阿彌陀佛
  - 藥師佛
- 觀音菩薩
- 普賢菩薩
- 文殊菩薩
- 彌勒菩薩
- 地藏菩薩
- 十八羅漢
- 準提佛母
- 作明佛母
- 吉祥天女
- 四大天王
- 摩利支天
- 韋馱天
- 不動明王
- 孔雀明王
- 綠度母
- 四面佛
- 黃財神
- 定光佛
- 六祖
- 濟公
- 唐三藏
- 達摩祖師
- 大峰祖師
- 清水祖師
- 杯渡禪師
- 普庵祖師
- 蓮花生
- 宗喀巴
- 道榮禪師
- 月溪法師

## 参見
- 香港宗教與風俗